# 미퉈구

미퉈 구의 위치

미퉈구(한국어: 미타구, 중국어: 彌陀區, 병음: Mítuó Qū)는 중화민국 가오슝시의 구이다. 넓이는 14.7772km2이고, 인구는 2015년 8월 기준으로 19,689명이다.

## 지리
미퉈 향은 가오슝 시 서부 연해에 위치하고 북쪽은 융안 구와, 동쪽은 강산 구와, 남쪽은 차오터우 구와 각각 접하며 서쪽은 타이완 해협에 접하고 있다.

## 역사
미퉈 구의 옛 이름은 미뤄 항(弥羅港)으로, 강희 연간의 1685년에 저술된 《대만부지》에 볼 수 있다. 현재의 지명은 1945년 12월에 고쳐진 것이고 1950년 3월에 융안 향이, 1951년 4월에는 쯔관 향이 각각 분할되었다.

## 같이 보기
- 가오슝시